# Jenbach
Jenbach é um município da Áustria, situado no distrito de Schwaz, no estado do Tirol. Tem 15,28 km² de área e sua população em 2019 foi estimada em 7.175 habitantes.